# Avanture Tintina (2011.)
Avanture Tintina (engl. The Adventures of Tintin) je računalno-animirani film iz 2011. godine animacijskoga studija Nickelodeon Movies i Amblin Entertainment. Redatelj filma je Steven Spielberg, a glasove u originalnoj verziji posudili su između ostalih i Jamie Bell, Andy Serkis, Daniel Craig, Nick Frost i Simon Pegg. Producenti su Steven Spielberg, Peter Jackson i Kathleen Kennedy, a film je distribuirao Paramount Pictures i Columbia Pictures. Scenarij potpisuju Steven Moffat, Edgar Wright i Joe Cornish.
Film je zaradio 135 milijuna dolara diljem svijeta. Recenzije i kritike su bile izuzetno pozitivne pohvaljujući osobito inovativnu animaciju i duhovitost scenarija.

## Radnja
U utrci da otkriju tajne potonula broda koji možda krije golemo blago, ali i drevnu kletvu, Tintin i njegov vjerni pas Snowy kreću na putovanje oko svijeta prepuno akcije.
Redatelji Steven Spielberg i Peter Jackson donose epsku pustolovinu o Tintinu, koja prati neutaživo znatiželjna mladog reportera i njegova neustrašivo vjernog psa Snowyja u potrazi za brodom koji skriva eksplozivnu tajnu. Privučen stoljećima starim misterijem, Tintin se nađe na nišanu Ivana Ivanoviča Sakharina, dijaboličnog zločinca koji vjeruje da je Tintin ukrao neprocjenjivo blago povezano s podlim gusarom zvanim Crveni Rackham. Ali uz pomoć svoga psa Snowyja, iskusna i mrzovoljnog kapetana Haddocka te nespretnih detektiva Thompsona i Thomsona, Tintin će proputovati pola svijeta, nadmudriti i preteći svoje neprijatelje u napetoj utrci za posljednjim počivalištem „Jednoroga“, potopljena broda koji možda krije ključ golema blaga… i drevne kletve.

## Glavne uloge
- Jamie Bell - Tintin
- Andy Serkis - Captain Archibald Haddock i Sir Francis Haddock
- Daniel Craig - Ivan Ivanovitch Sakharine
- Nick Frost i Simon Pegg - Thomson i Thompson
- Toby Jones - Aristides Silk
- Daniel Mays - Allan
- Mackenzie Crook - Tom
- Gad Elmaleh - Omar ben Salaad
- Enn Reitel - Nestor
- Tony Curran - Lieutenant Delcourt
- Joe Starr - Barnaby Dawes
- Kim Stengel - Bianca Castafiore
- Sonje Fortag - Mrs. Finch
- Cary Elwes i Phillip Rhys - Sakharine
- Ron Bottitta - Unicorn Lookout.
- Mark Ivanir - Afgar Outpost Soldier/Secretary.
- Sebastian Roché - Pedro/1st Mate.
- Nathan Meister - Hergé
- Sana Etoile - a Press Reporter

## Unutarnje poveznice
- Paramount Pictures
- Columbia Pictures
- Nickelodeon Movies
- Amblin Entertainment
- WingNut Films
- The Kennedy/Marshall Company
- Hemisphere Media Capital

## Vanjske poveznice
- Avanture Tintina u internetskoj bazi filmova IMDb-a (engl.)
- Avanture Tintina (2011.) na Rotten Tomatoes (engl.)